# Juegos de patriotas
Juegos de patriotas (título original en inglés: Patriot Games), también publicada en español como Juego de patriotas, es una novela de Tom Clancy publicada en 1987. Se trata del segundo libro —tras La caza del submarino ruso— que tiene como protagonista al analista de la CIA Jack Ryan, el personaje principal de la mayor parte de sus novelas. Sin embargo, de acuerdo con la cronología interna de la serie, es la segunda historia tras Sin remordimiento. Debutó en el número uno en la lista de libros más vendidos de The New York Times.
Una adaptación cinemátográfica protagonizada por Harrison Ford como Ryan, se estrenó el 5 de junio de 1992.

## Argumento
Ryan salva al príncipe Carlos, y a su esposa, así como a su hijo recién nacido, de un atentado perpetrado por el Ejército de Liberación del Ulster (ULA), quien después van tras Ryan y su familia, parcialmente como acto de venganza, pero también porque desean acabar con el soporte del pueblo estadounidense al PIRA. El ULA planea un ataque contra Ryan y su familia. El asesino enviado para matar a Ryan es interceptado antes de que lograse su cometido, pero tanto la esposa como la hija de Ryan son gravemente heridas por otro grupo de terroristas. Este incidente provoca que Jack acepte una oferta de ingresar a la CIA, para trabajar como analista en Langley, Virginia. Luego, el príncipe y la princesa de Gales viajan a Estados Unidos para visitar a Jack. Esto le da al ULA otra oportunidad más de atacar. Planea una operación, que involucra el asesinato de Jack y su familia, el secuestro de la familia real, y el asesinato de líderes del PIRA, para así tomar ellos poder. El ataque fracasa, y Jack y el príncipe, con la ayuda de una cadetes de la academia naval y la policía local, arrestan a los terroristas en un carguero a bordo del que pensaban escapar. Jack se tiene particularmente satisfecho de que Miller, quien había asesinado a un policía estadounidense durante el ataque a la familia de Ryan, fuera arrestado luego de cometer el asesinato en un estado que aplica la pena de muerte: el atentado contra la familia real realizado en el Reino Unido fue después que este aboliera la pena capital, y por tanto, Miller fue sentenciado a cadena perpetua en la Prisión de Albany.
La novela termina cuando Kathy, la esposa de Ryan, inicia labores de parto en la Academia Naval, dando a luz a Jack Ryan, Jr. Este niño tendría una pareja de padrinos muy diferentes: Robbie y Cecilia Jackson, y el príncipe y la princesa de Gales.